# Батрак (Пензенская область)
Батрак — село в Каменском районе Пензенской области Российской Федерации, административный центр Первомайского сельсовета.

## География
Село находится на западе примыкает к городу Каменка, рядом с селом протекает река Малый Атмис.

## История
Основано в начале 1930-х как с.-х. артель, затем, хутор Батрак свеклосовхоза им. Калинина. В 1980-е годы – центр Первомайского сельсовета Каменского района, центральная усадьба совхоза «Первомайский».

## Население
| 1939 | 1959 | 1979 | 1989 | 1996 | 2002 | 2010 |
| ---- | ---- | ---- | ---- | ---- | ---- | ---- |
| 552  | ↘409 | ↗429 | ↗750 | ↗910 | ↘773 | ↗882 |

### Национальный состав
Согласно результатам переписи 2002 года, 67 % населения села составляют русские и 29 % населения татары.

## Инфраструктура
В селе действуют средняя общеобразовательная школа, дом культуры и фельдшерско-акушерский пункт. 